# أليخاندرو غيرا
أليخاندرو أبراهام غيرا موراليس (بالإسبانية: Alejandro Guerra) (مواليد 9 يوليو 1985 في كاراكاس) لاعب كرة قدم فنزويلي دولي يجيد اللعب في خط الوسط . يلعب حاليا لصالح نادي ديبورتيفو أنزواتيغوي الفنزويلي منذ 2010 .

## روابط خارجية
- أليخاندرو غيرا على موقع الاتحاد الدولي (مؤرشف)  (الإنجليزية)
- أليخاندرو غيرا على موقع قاعدة بيانات كرة القدم.إي يو (الإنجليزية)
- أليخاندرو غيرا على موقع ناشيونال فوتبول تيمز (الإنجليزية)
- أليخاندرو غيرا على موقع Soccerway.com (الإنجليزية)
- أليخاندرو غيرا على موقع عالم كرة القدم.نت (الإنجليزية)
- أليخاندرو غيرا على موقع كووورة
- أليخاندرو غيرا على موقع AS.com (الإسبانية)